# Föreningen för kvinnans politiska rösträtt i Boden
Föreningen för kvinnans politiska rösträtt i Boden, även kallad Bodenföreningen för kvinnans politiska rösträtt, var Bodens lokalförening inom Landsföreningen för kvinnans politiska rösträtt (LKPR). Föreningen bildades 1907 och var verksam lokalt i Boden för införandet av kvinnors rösträtt i Sverige.

## Biografi
Frågan togs upp offentligt i staden första gången under Ann Margret Holmgrens Norrlandsresa år 1903. Föredraget bevistades liksom de i Gällivare-Malmberget och Kiruna mest av män, och ingen lokalförening grundades den gången. Föreningen grundades 10 juli 1907. 
Bland aktiviteterna fanns föredrag, samkväm, insamling av medel och förhandlingar om samarbete med andra organisationer. År 1908 interpellerade föreningen riksdagsmännen både skriftligt och muntligt i frågan, och kurser i samhällslära hölls.
1916 tog föreningen initiativet till att sprida budskapet genom att lägga ut tidningen Rösträtt för kvinnor på offentliga platser.
Kvinnlig rösträtt accepterades av riksdagen 1919 och genomfördes 1921, vilket medförde att både landsföreningen och alla dess lokalföreningar upphörde mellan 1919 och 1921.

## Ordförande
- Anna Geijer, 1907–1910
- Hildur Westring, 1913–1917
- Hanna Andersson, 1917–1921